# Protichneumon charlottae
Protichneumon charlottae är en stekelart som beskrevs av Heinrich 1966. Protichneumon charlottae ingår i släktet Protichneumon och familjen brokparasitsteklar. Inga underarter finns listade i Catalogue of Life.